# Senza scappare mai più
Senza scappare mai più è un singolo del cantautore italiano Tiziano Ferro, pubblicato il 17 ottobre 2014 come primo estratto dalla prima raccolta TZN - The Best of Tiziano Ferro.

## Descrizione
Registrato a Los Angeles, il brano racconta la storia tormentata tra due persone che vivono il loro rapporto in maniera differente, una più sicura e compassata, l'altra più emotiva e ansiosa. Inizialmente il brano si sarebbe dovuto intitolare Correrei.
La canzone viene tradotta in lingua spagnola con il titolo No escaparé nunca más e pubblicata il 16 dicembre 2014 come primo singolo estratto dall'edizione spagnola della raccolta.

## Promozione
Il singolo è stato pubblicato nei principali negozi digitali di musica a partire dal 17 ottobre 2014 e il giorno stesso si posiziona alla prima posizione della classifica di iTunes. Viene eseguito dal vivo per la prima volta il 23 ottobre 2014 durante la prima puntata dell'ottava edizione del talent show X Factor, in onda su Sky Uno.
Il brano è stato inoltre inserito nel 45 giri celebrativo incluso nell'edizione Special Fan di TZN - The Best of Tiziano Ferro.

## Video musicale
In contemporanea con l'uscita del singolo è stato pubblicato un lyric video, il quale ha raggiunto un milione di visualizzazioni dopo cinque giorni.
Il videoclip, diretto da Gaetano Morbioli e prodotto da Federica Filippini, è stato presentato in anteprima su Sky Uno il 27 ottobre 2014 e reso successivamente disponibile dalla sera stessa sul canale YouTube del profilo Vevo dell'artista, mentre la versione in lingua spagnola è uscita il 15 dicembre.
Il video è distante dalla trama del brano: durante il filmato viene mostrata la successione dei singoli di successo di Ferro per alludere alla sua prima raccolta anticipata da questo estratto. Nel video, dall'inizio alla fine, si aggiungono uno alla volta i suoi alter ego che interpretano i videoclip di alcuni importanti singoli della discografia di Tiziano Ferro, mentre il Ferro attuale, sempre presente, cammina tra loro cantando Senza scappare mai più. In ordine, i singoli interpretati: Xdono, Rosso relativo, Xverso, Sere nere, Ti voglio bene, Ti scatterò una foto, E Raffaella è mia, Alla mia età, La differenza tra me e te (solo scenografia), Hai delle isole negli occhi.
Il dietro le quinte del videoclip è stato pubblicato il 29 ottobre 2014 in anteprima attraverso il sito della rivista TV Sorrisi e Canzoni.

## Tracce
Download digitale (lingua italiana)
1. Senza scappare mai più – 3:35

Download digitale (lingua spagnola)
1. No escaparé nunca más – 3:35

## Classifiche

### Classifiche settimanali
| Classifica (2014) | Posizione massima |
| ----------------- | ----------------- |
| Belgio (Vallonia) | 75                |
| Italia            | 2                 |
| Svizzera          | 57                |

### Classifiche di fine anno
| Classifica (2014) | Posizione |
| ----------------- | --------- |
| Italia            | 89        |